# Ether One
Ether One est un jeu d'aventure à la première personne sorti sur Windows le 25 mars 2014 et sur PlayStation 4 le 5 mai 2015. Le jeu a été développé par une équipe de six personnes chez White Paper Games.

## Synopsis
Ether One suit un employé d'une compagnie futuriste permettant de retrouver les souvenirs perdus appelée the Ether Institute of Telepathic Medicine. Le joueur doit enquêter à travers le personnage de Jean Thompson, une femme de 69 ans diagnostiquée démente, et ayant perdu ses souvenirs. L'institut est capable de générer des simulations 3D des souvenirs endommagés, et le joueur doit reconstruire le souvenir en utilisant des artefacts mémoriels.

## Système de jeu
Ether One est un jeu d'exploration à la première personne avec des puzzles optionnels à résoudre. Le joueur est un « restaurateur », un individu avec la capacité de se projeter lui-même dans l'esprit de quelqu'un souffrant de maladie mentale dans l'espoir de restaurer sa mémoire.

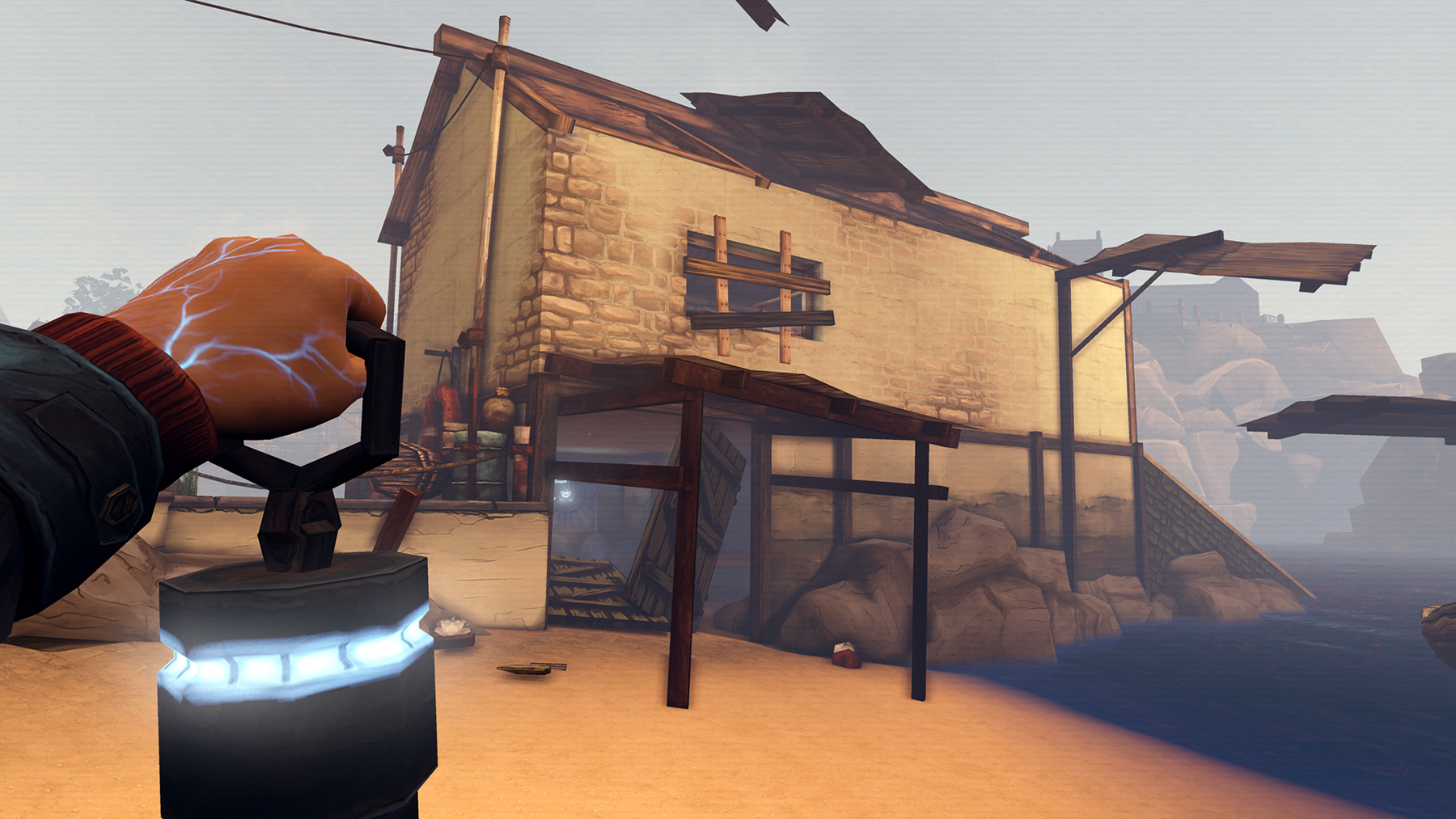
Le joueur est un « restaurateur », un individu avec la capacité de se projeter lui-même dans l'esprit de quelqu'un souffrant de maladie mentale dans l'espoir de restaurer sa mémoire.

## Développement

### Histoire
« Notre objectif principal était de raconter une histoire dans laquelle nous pourrions nous investir », a déclaré Pete Bottomley, cofondateur de White Paper Games et concepteur du jeu. « Voilà la seule façon qui nous permettait de créer quelque chose de vraiment intéressant ».

### White Paper Games
White Paper Games est un studio de développement indépendant basé à Manchester. Ether One est le premier jeu vidéo publié par ce studio. L'équipe de développement est composé de 5 personnes fixes :
- Pete Bottomley : Game Designer / Fondateur
- David Smith : Programmeur
- James Burton : Artiste technique / 3D
- Oliver John Farrell : Artiste d'environnement
- Nathaniel-Jorden Apostol : Compositeur et technicien du son

### PlayStation 4
Le 14 août 2014, White Paper Games annonce un portage sur PlayStation 4 d'Ether One. La compagnie annonce également que le jeu profitera du Unreal Engine 4 pour l'édition PS4. Concernant un possible portage sur console Xbox, la compagnie a déclaré :

« Il n'y a pas vraiment grand chose à dire. Sony nous a contacté d'abord et était vraiment enthousiaste à l'idée de porter Ether One sur sa plate-forme. Le partenariat a été agréable et toute l'équipe PlayStation a effectué un travail formidable. Personne de Xbox ne nous a contacté et aucune personne de l'équipe n'était un joueur de Xbox, ce n'était donc pas vraiment une considération »

— White Paper Games
.
Le jeu est sorti en distribution numérique et en disque Blu-ray,.
Le jeu a été rendu disponible gratuitement sur le PlayStation Store, uniquement pour les abonnées PlayStation Plus, à partir du 5 mai 2015.

## Musique
La musique du jeu a été composée par Nathaniel-Jorden Apostol.
| 1.    | Ether One                                | Nathaniel-Jorden Apostol | 01:13 |
| 2.    | Welcome To Loss                          | Nathaniel-Jorden Apostol | 02:34 |
| 3.    | Remembering Jean Pt 1                    | Nathaniel-Jorden Apostol | 03:39 |
| 4.    | Remembering Jean Pt 2                    | Nathaniel-Jorden Apostol | 02:42 |
| 5.    | The Area Of the Mind You've Just Entered | Nathaniel-Jorden Apostol | 02:31 |
| 6.    | Total Relapse                            | Nathaniel-Jorden Apostol | 01:49 |
| 7.    | The Village Pt 1                         | Nathaniel-Jorden Apostol | 02:33 |
| 8.    | The Village Pt 2                         | Nathaniel-Jorden Apostol | 01:44 |
| 9.    | Acceptance                               | Nathaniel-Jorden Apostol | 01:59 |
| 10.   | Home                                     | Nathaniel-Jorden Apostol | 04:51 |
| 11.   | Loss                                     | Nathaniel-Jorden Apostol | 04:22 |
| 12.   | Belief                                   | Nathaniel-Jorden Apostol | 04:22 |
| 13.   | The Ether Experiments                    | Nathaniel-Jorden Apostol | 01:37 |
| 14.   | The Case Pt 2                            | Nathaniel-Jorden Apostol | 04:43 |
| 15.   | The Case Pt 1                            | Nathaniel-Jorden Apostol | 03:24 |
| 16.   | Nova Initia                              | Nathaniel-Jorden Apostol | 02:10 |
| 46:22 |                                          |                          |       |

## Accueil
Ether One a reçu beaucoup de critiques positives. Les sites de compilations de critiques GameRankings et Metacritic ont donné à la version Windows une moyenne de 81% et 82/100 respectivement.
Plusieurs critiques ont fait l'éloge de l’atmosphère et de l'immersion du jeu. S. Prell de Joystiq a salué l'environnement, écrit que les environnements de rêves inhabitées sont « presque hanté, il est un sentiment diffus constant que quelque chose est ici ». Il a également comparé favorablement le jeu au Magicien d'Oz. IGN a acclamé le jeu : 

« met en place une atmosphère envoûtante cryptique sans réelle soupçon de savoir exactement où l'on va, s'ouvrant lentement jusqu'à la ville de Pinwheel pour l'explorer. »

— IGN
La narration du jeu a divisé les critiques. IGN a estimé que l'histoire était « définitivement fragmenté et souvent confuse, mais d'une manière appropriée pour une intrigue à base de démence et pour les révélations qui se déroulent ». Plusieurs critiques l'ont comparé au jeu de 1993 Myst.
L'absence de violence dans le jeu a été félicité par Steven Hansen de Destructoid.

### Récompenses
- 2014 : Nomination aux Develop Awards dans la catégorie Use of Narrative[3]
- 2014 : Finaliste de l'IndieCade[3]

### Représentation de la démence
Ether One a été salué pour son portrait de la démence. The New Yorker a déclaré qu'« en tant que joueur, vous n'êtes jamais sûr de ce qui est important et ce qui ne l'est pas, de sorte que le système vous encourage à prendre tout. Cette thésaurisation est remboursée avec des puzzles périodiques [...] Comme le jeu progresse, ces énigmes se complexifient, tout comme le tableau d'objets aléatoires remplissant les étagères. La collection submerge progressivement la capacité du joueur à se rappeler exactement où toutes ces choses viennent et pourquoi ils semblaient assez important de les récupérer. Pourquoi ai-je porté cette plaque tout le chemin de retour ici ? À qui ce chapeau est censé être ? C'est une simulation de rangement mettant en avant la dégradation cognitive de la démence ».